# Irene Adler
Irene Adler é uma personagem de ficção da série de romances e contos sobre Sherlock Holmes, criados pela imaginação do escritor escocês Sir Arthur Conan Doyle. É uma das personagens femininas de destaque nas aventuras do famoso detetive, embora apareça somente num conto, Um Escândalo na Boêmia, que faz parte da coletânea As Aventuras de Sherlock Holmes. Muitas vezes ela é apresentada como o interesse romântico do personagem Sherlock Holmes em outras obras e variações.
Agora é também a protagonista principal de sua própria série de aventuras, concebidas pela escritora estadunidense Carole Nelson Douglas.

## Irene Adler na obra de Conan Doyle
Segundo os arquivos de Sherlock Holmes, Irene Adler nasceu em 1858 em Nova Jérsey, nos Estados Unidos. Contralto, cantou no La Scala de Milão, na Itália, e foi a atriz principal na Ópera Imperial de Varsóvia, na Polônia. Abandonou os palcos e reside em Londres, mas ainda apresenta alguns recitais.
Na aventura Um Escândalo na Boêmia, possui uma fotografia comprometedora que tirou com Von Ormstein quando este ainda era herdeiro do trono da Boêmia. Von Ormstein agora é o rei e vai se casar com a segunda filha do rei da Escandinávia. Acredita que Irene vai usar a fotografia para prejudicar seu casamento e procura Sherlock Holmes.
O rei da Boêmia a trata como aventureira famosa. Diz que a conheceu há mais ou menos cinco anos, numa visita longa que fez a Varsóvia. Segundo o monarca, Irene tem um caráter de aço. Combina o rosto da mais encantadora das mulheres com o espírito do mais determinado dos homens. "Para evitar que me case com outra, iria aos piores extremos", afirma.
No entanto, Irene está comprometida com Godfrey Norton, advogado na Corte, que a visita com frequência em sua casa, na Vila Briony. Casa-se com ele e Holmes é inclusive testemunha involuntária da cerimônia. A noiva o presenteia com uma libra, que ele pretende usar na corrente do relógio como lembrança do casamento.
Recorrendo à sua enorme habilidade para o disfarce, Holmes se veste de cocheiro e, conversando com os profissionais da área do bairro, rastreia os movimentos de Irene Adler e fica sabendo tudo sobre sua vida particular. Provoca então um falso incidente em frente de sua casa e acaba descobrindo onde ela esconde a foto.
Quando Holmes, o dr. Watson e o rei chegam na manhã seguinte à casa de Irene para apanhar a foto, descobrem que ela viajou com o marido para o continente, saindo da Inglaterra. Mas deixou uma foto dela mesma e um bilhete para Holmes, no qual diz que manterá a fotografia para se proteger de qualquer medida que o rei possa adotar contra ela no futuro.
Holmes pede ao rei para ficar com a foto, e a recebe de presente. No conto Um Caso de Identidade, Holmes diz ao dr. Watson que, além da foto, ganhou do rei da Boêmia uma caixa de rapé luxuosa, de ouro antigo, com uma ametista enorme na tampa.
Irene Adler também é mencionada em outros contos de Conan Doyle. Além de Um Caso de Identidade, ela é citada em O Carbúnculo Azul, As Cinco Sementes de Laranja e Seu Último Adeus. Na aventura As Cinco Sementes de Laranja, Holmes afirma que foi vencido quatro vezes, três vezes por homens e uma vez por uma mulher. A mulher é Irene Adler.

## Relacionamento com Holmes
Adler conquista a admiração ilimitada de Holmes. Quando o rei da Boêmia diz que Irene seria uma rainha admirável e é uma pena que não seja do mesmo nível que ele, Holmes responde friamente que, pelo que viu, ela não parece na verdade do mesmo nível dele, isto é, está em nível superior.
Quando Holmes fala de Irene Adler, é sempre com o título honroso de a mulher. Na abertura do conto Um Escândalo na Boêmia, o Dr. Watson descreve a grande consideração que Holmes tem por ela:
| “ | Para Sherlock Holmes, ela é sempre a mulher. Raras vezes o ouvi mencioná-la usando outro nome. Aos seus olhos, ela ofuscava todas as outras mulheres, sobressaindo entre elas. Não porque sentisse por Irene Adler algo parecido com o amor. Sua inteligência fria e precisa, porém admiravelmente equilibrada, abominava todas as emoções, em especial o amor. [...] Todavia, uma mulher o impressionou: a mulher, Irene Adler, que deixou uma lembrança duvidosa e discutível. | ” |

## Irene Adler em outras obras

### Na literatura
Como outras personagens secundárias da saga de Sherlock Holmes, Irene Adler possui sua própria série de contos e romances de mistério, escritos por Carole Nelson Douglas. Eis alguns de seus romances:
- Good Night Mr. Holmes (Boa Noite, Sr. Holmes) - 1990
- Good Morning Irene, também publicado com o título The Adventuress - 1991
- Irene at Large, também publicado com o título  A Soul of Steel - 1992
- Irene's Last Waltz (A Última Valsa de Irene), também publicado com o título Another Scandal in Bohemia (O Outro Escândalo na Boêmia) - 1994
- Chapel Noir (Capela Sombria) – 2001
- Castle Rouge (Castelo Vermelho) - 2002
- Femme Fatale (Mulher Fatal) – 2003
- Spider Dance (A Dança da Aranha) – 2004

### Nos Quadrinhos
- Irene Adler é o nome real de uma personagem mutante da Marvel Comics, Sina (Destiny). Talvez esse nome tenha sido uma homenagem à famosa personagem das histórias de Sherlock Holmes, entretanto Sina não tem relação direta com a personagem de Conan Doyle.

### No cinema e na televisão
O papel de Irene Adler foi interpretado por várias atrizes em diversos filmes e telefilmes. Alguns exemplos:
- Charlotte Rampling em Sherlock Holmes in New York, telefilme dos Estados Unidos (1976) com Roger Moore no papel de Holmes
- Anne Baxter em Masks of Death (1986) com Peter Cushing no papel de Holmes e John Mills no papel do dr. Watson
- Morgan Fairchild em Sherlock Holmes and the Leading Lady, telefilme dos Estados Unidos (1990) com Christopher Lee no papel de Holmes
- Gayle Hunnicutt com Jeremy Brett no episódio Um Escândalo na Boêmia da série televisada inglesa Sherlock Holmes.
- Rachel McAdams interpreta Irene Adler no filme Sherlock Holmes (2009), do diretor Guy Ritchie com Robert Downey Jr. e Jude Law nos papéis de Holmes e Watson, respectivamente. Na continuação, Sherlock Holmes - O Jogo de Sombras, ela retorna para o papel. Neste filme, Irene Adler vem a falecer, vítima do Professor James Moriarty, o vilão do filme.
- Lara Pulver interpretou Irene Adler no seriado britânico da rede de televisão BBC, Sherlock (2010), no episódio "A Scandal in Belgravia". A personagem fez um pequena ponta no episódio "The Sign Of Three", exibido em janeiro de 2014 , onde ela aparece dentro do Palácio Mental do personagem Sherlock Holmes.
- Natalie Dormer interpreta Irene Adler no seriado americano do canal CBS, Elementary (2012), a partir do episódio "Risk Management". Ela retornou na segunda temporada para mais três episódios.